# Chrześcijański Kościół Reformowany w Ameryce Północnej
Chrześcijański Kościół Reformowany w Ameryce Północnej (ang. Christian Reformed Church in North America, w skrócie CRCNA lub CRC) – protestancka denominacja chrześcijańska w Stanach Zjednoczonych i Kanadzie. Kościół został założony w 1857 roku przez holenderskich imigrantów, którzy należeli do Holenderskiego Kościoła Reformowanego (NHK). 
Według danych z 2022 roku liczy 204,7 tys. członków w 1053 kościołach. Siedziba znajduje się w Grand Rapids w stanie Michigan, tutaj też znajduje się największa liczba wyznawców. Kościół, mimo że ma charakter ewangelikalny, praktykuje powszechny w tradycji reformowanej, chrzest dzieci przez pokropienie czoła. Od 1995 roku zezwala kobietom na pełnienie urzędu starszego, diakona lub pastora. 
CRC jest umiarkowanie konserwatywny, krytykuje liberalizm teologiczny np. w Holenderskim Kościele Reformowanym (NHK) i zarzuca mu upadek moralny. Kościół współpracuje z wieloma innymi podobnymi na całym świecie, w tym z ECO: Przymierze Ewangelicznych Prezbiterian (USA), Kościołem Reformowanym w Ameryce, Chrześcijańskim Kościołem Reformowanym Nigerii i Holenderskimi Kościołami Reformowanymi (NGK).
Z biegiem lat pewne grupy opuściły CRC i utworzyły nowe kościoły bądź dołączyły do innych. Jeden z takich rozłamów miał miejsce w 1996 roku, gdy skrajnie konserwatywna grupa założyła Zjednoczone Kościoły Reformowane w Ameryce Północnej (URCNA).
Wspólnota jest członkiem Światowej Wspólnoty Kościołów Reformowanych, Światowej Społeczności Reformowanej i Światowego Aliansu Ewangelicznego.

## Galeria

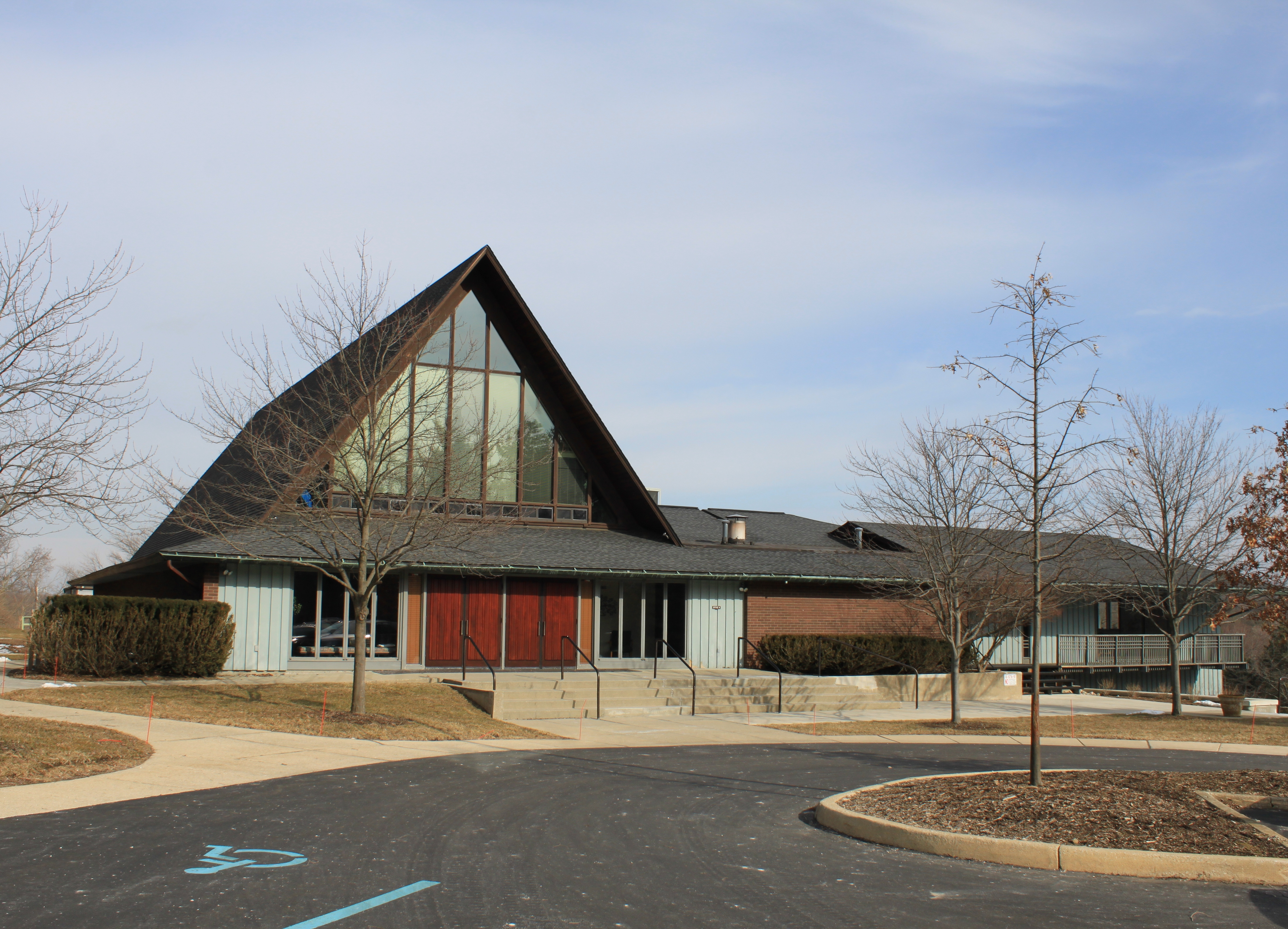
Kościół w Ann Arbor
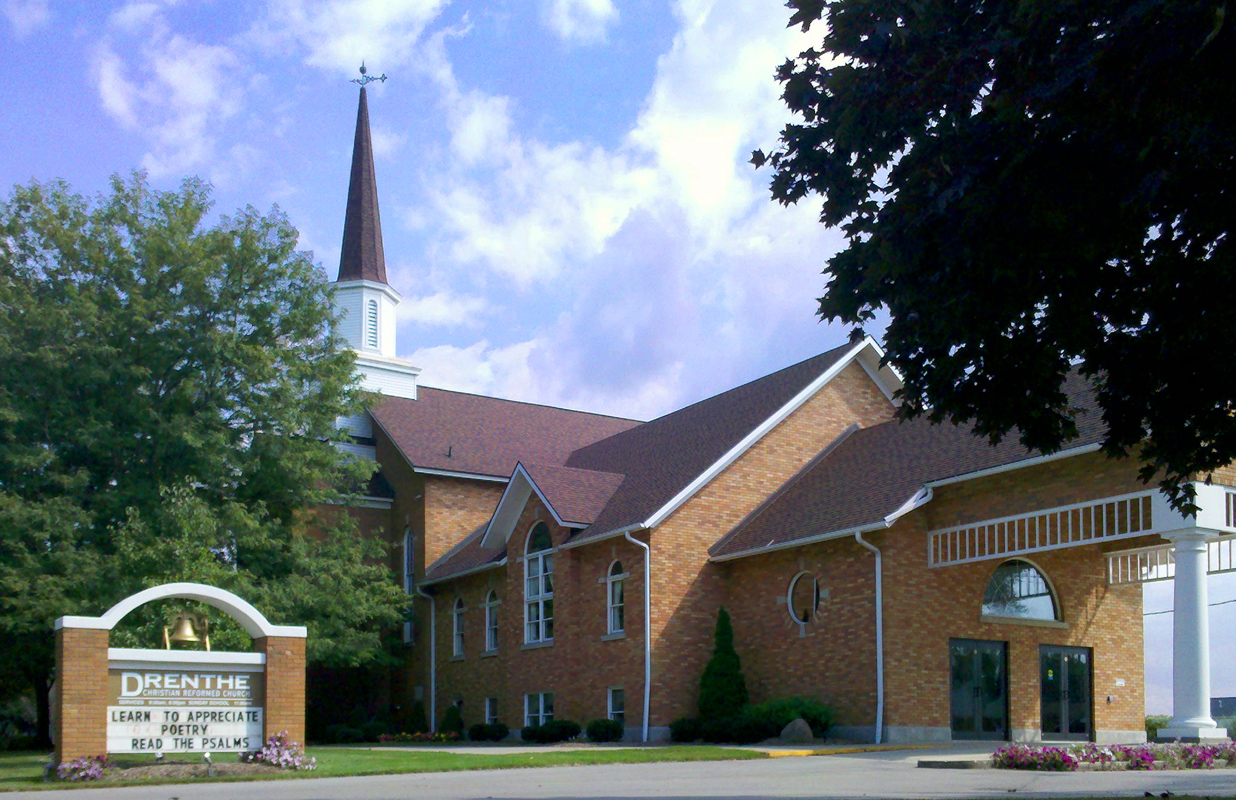
Kościół w stanie Michigan
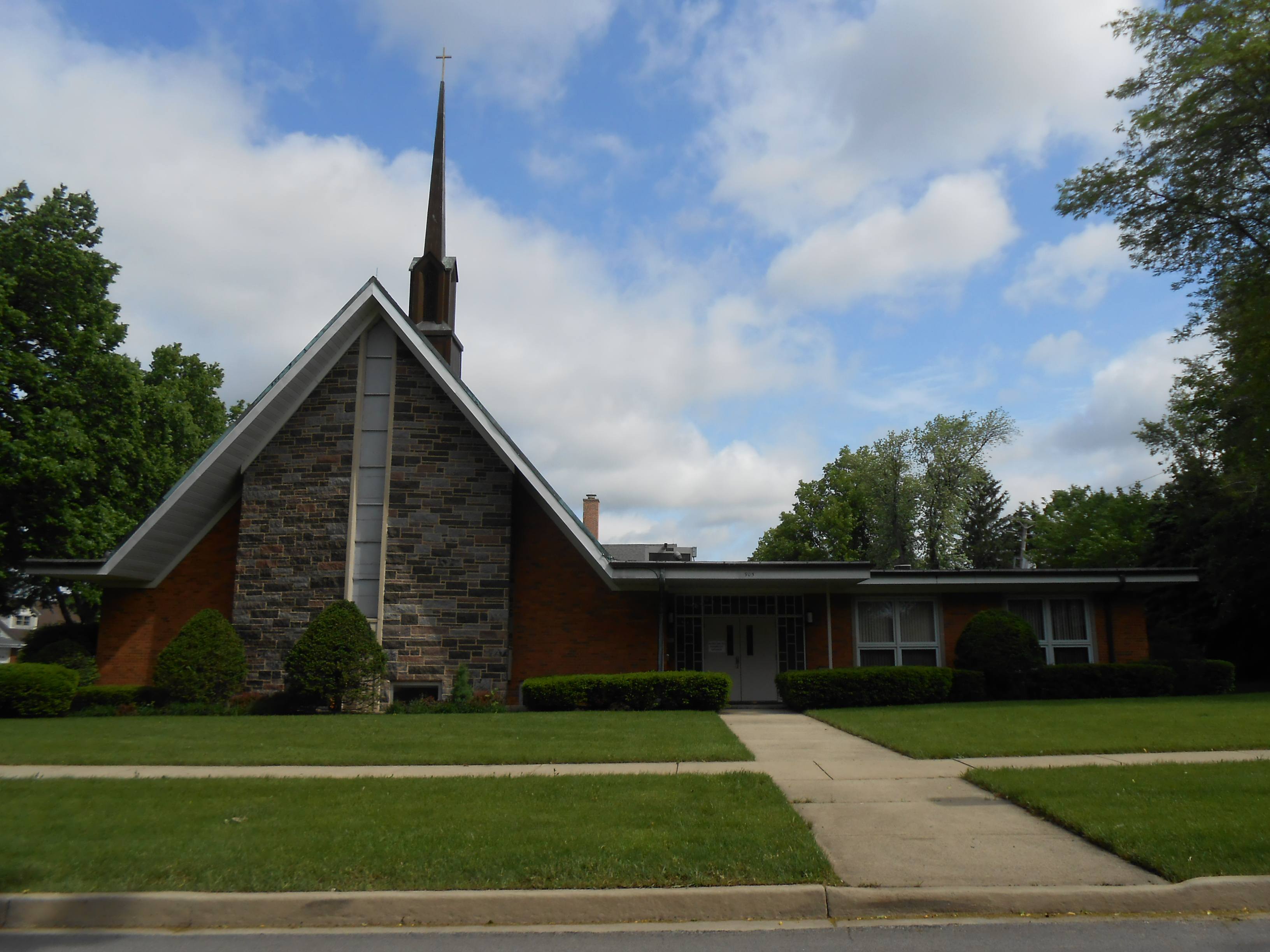
Kościół w Elmhurst (stan Illinois)
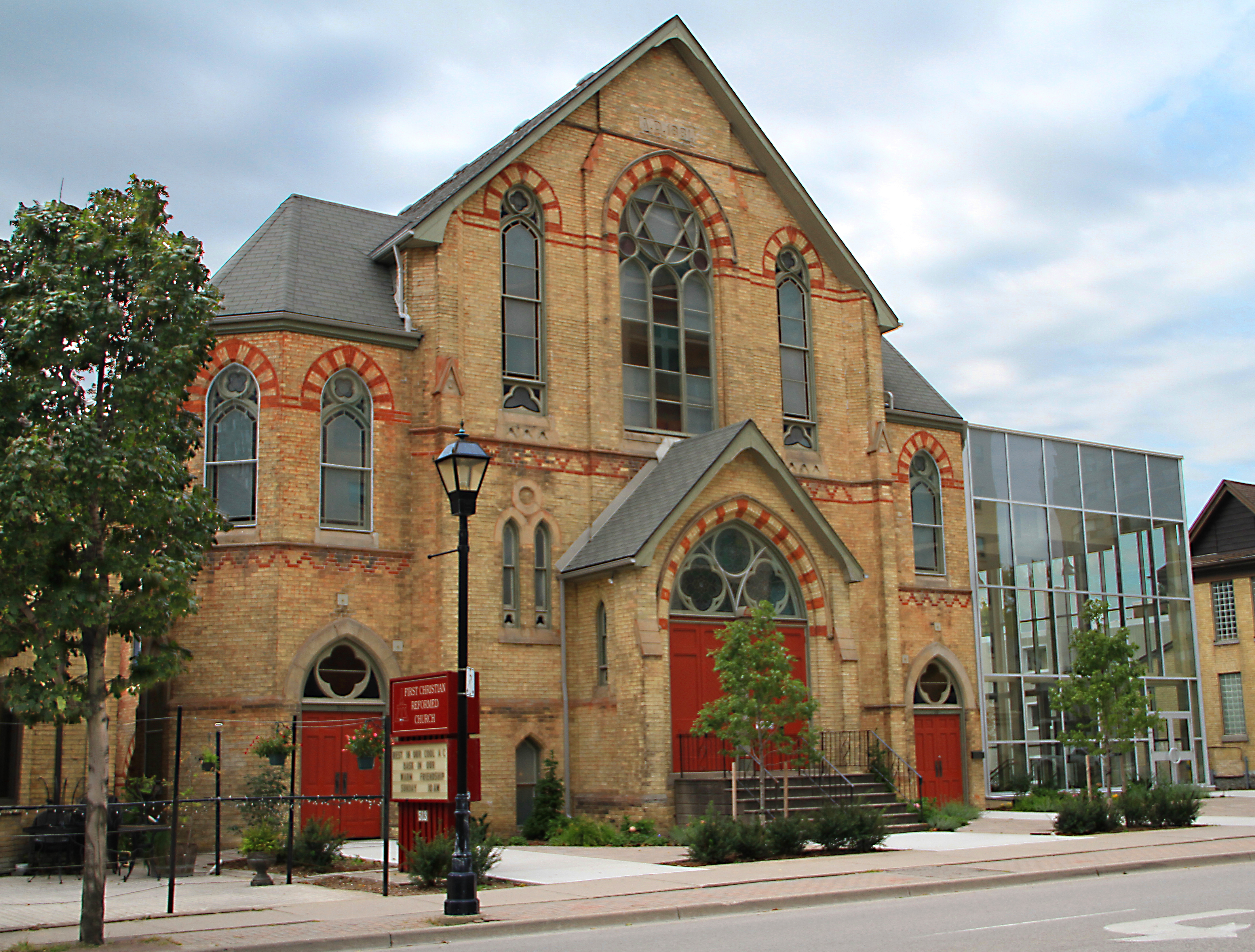
Kościół w London, w Kanadzie